# Abraham de Fabert

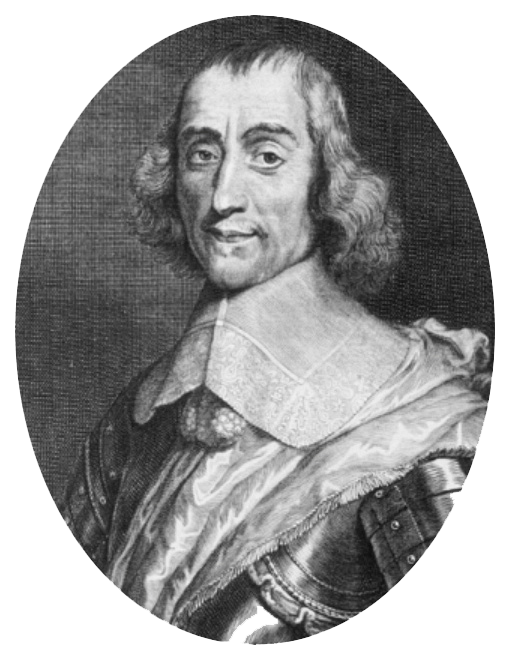
Maréchal Abraham de Fabert, Stich von Gérard Edelinck

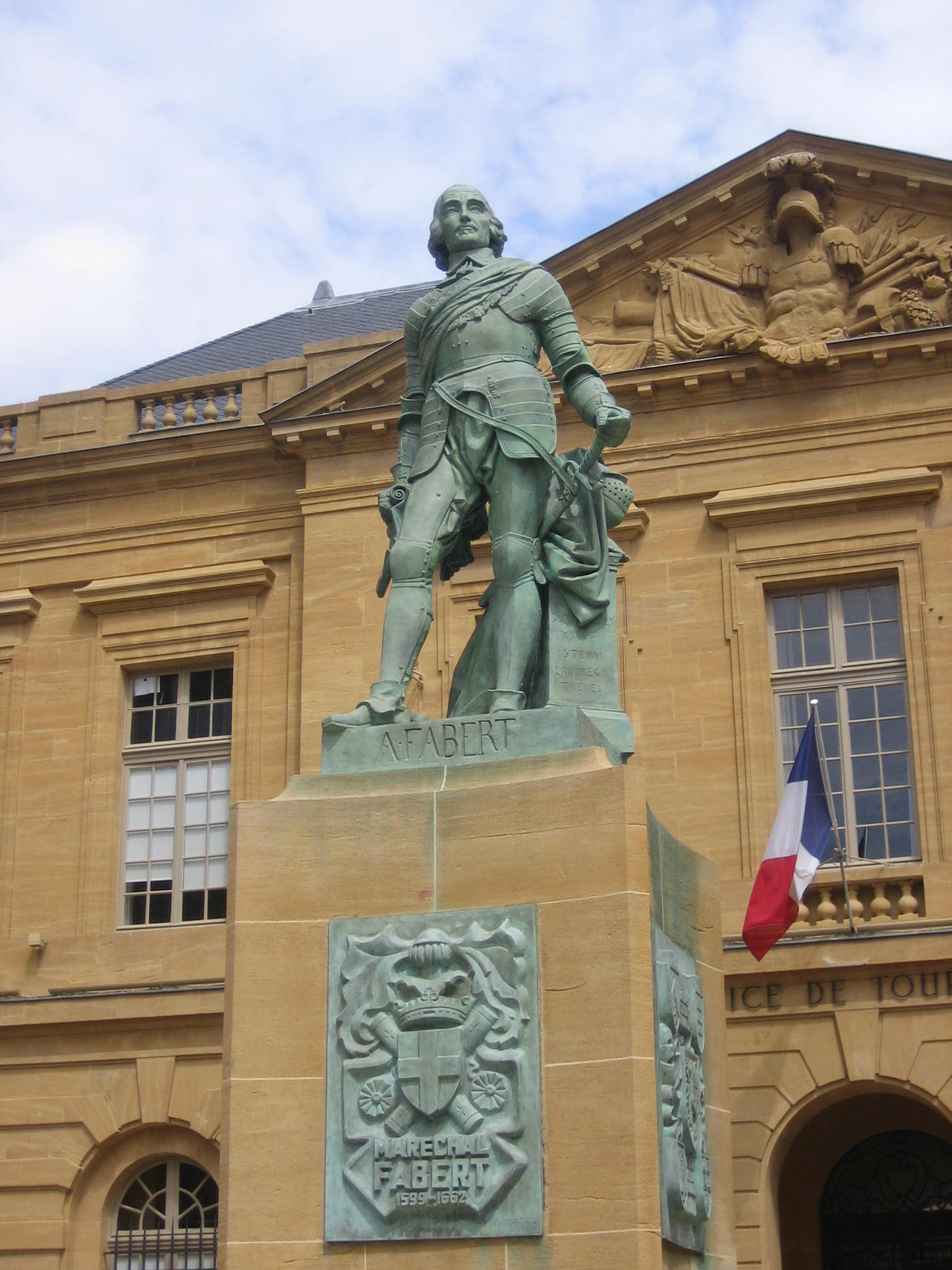
Bronzestatue Faberts, vor der Hauptwache am Place d'Armes in Metz.

Abraham de Fabert bzw. Abraham (de) Fabert d’Esternay  (* 11. Oktober 1599 in Metz; † 16. Mai 1662 in Sedan) war ein französischer Heerführer und Militäringenieur, Marschall von Frankreich.

## Leben

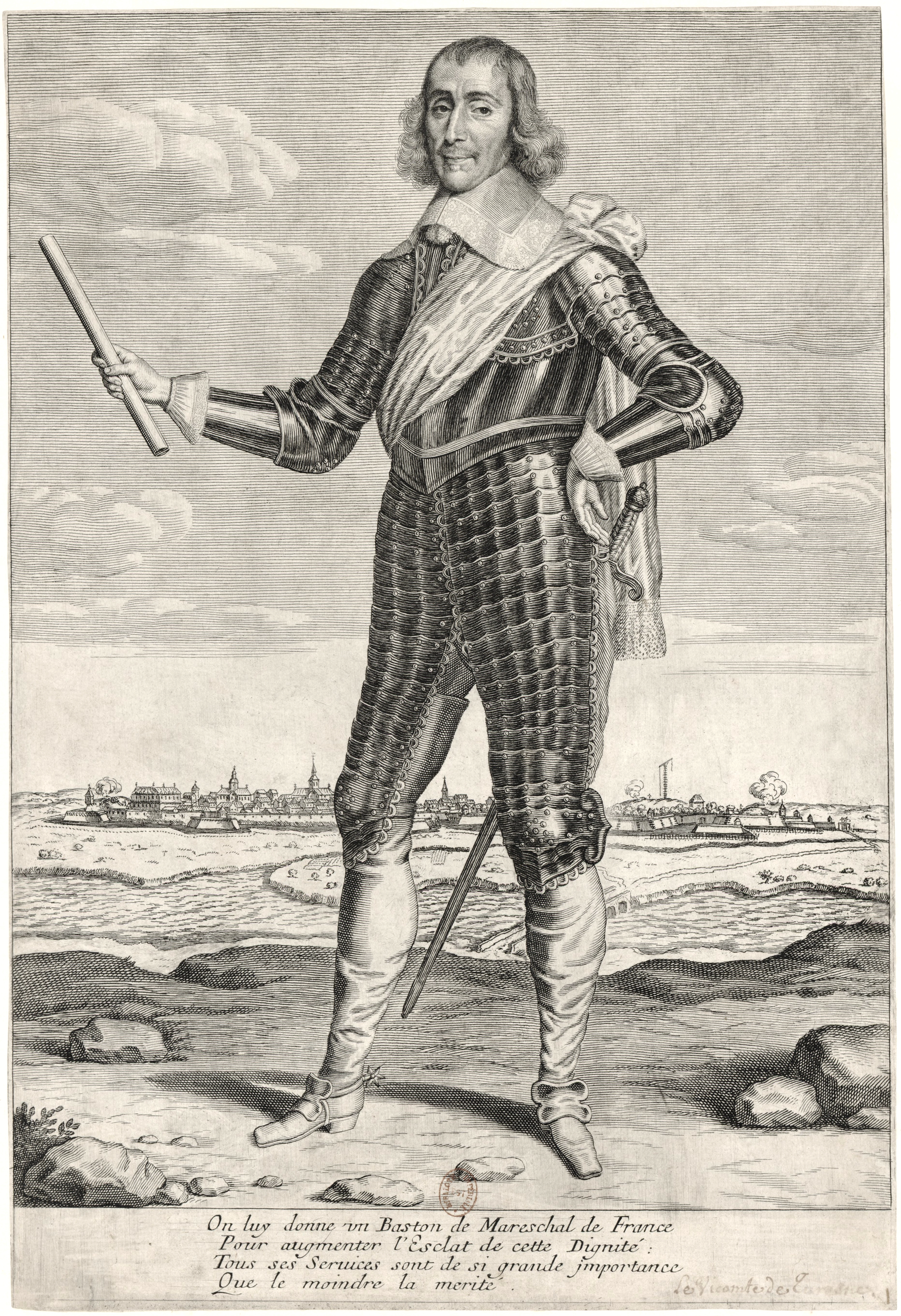
Abraham de Fabert

Abraham Fabert war der Sohn von Abraham Fabert, Seigneur de Moulins († 1638), einem berühmten Drucker im Dienste Heinrichs IV. Er wuchs in der Festung Metz auf und trat früh ins französische Militär ein. Zuerst erfolgreich beweisen konnte er sich 1621 bei der Belagerung von Saint-Jean-d’Angély. Sechs Jahre später erfolgte aufgrund der Protektion des Duc d'Epernon die Beförderung Faberts zum Major (oberster Unteroffiziersdienstgrad)  im Régiment de Rambures.
Mit diesem Regiment nahm er an der Belagerung von La Rochelle (1627) teil und kämpfte danach im Mantuanischen Erbfolgekrieg (1628–1631) bei Saluzzo, Privas und Veillane. Am Ende des Krieges konnte Fabert endlich die Mittel aufbringen, um eine Kompanie des Régiment Cardinal-Duc cavalerie zu erwerben. Noch im gleichen Jahr kam es zu Auseinandersetzungen zwischen Frankreich und dem Herzogtum Lothringen. In deren Verlauf nahm Fabert an den Belagerungen von Moyenvic (1631), Trier (1632) und La Mothe (1634) teil und erwarb sich dabei einen Ruf als Militäringenieur. In dieser Funktion wurde er noch 1634 nach Thionville entsandt, um diese spanische Festung auszukundschaften. Dabei wurde er verhaftet und erst nach langen Verhandlungen sowie nach Intervention König Louis XIII. wieder freigelassen.
Zu Beginn des 1635 ausgebrochenen Französisch-Spanischen Krieges zeichnete er sich wiederholt aus, besonders bei der Belagerung von Avesnes und Maubeuge (beide 1637). 
Zum Capitaine im Régiment des Gardes françaises befördert, gab er bei der Belagerung von Arras (1640), der Schlacht von La Marfée 1641, sowie anschließend im Roussillon bei den Belagerungen von Collioure und Perpignan 1642 weitere Beweise seiner Fähigkeiten ab.
1642 ernannte ihn der König zum Gouverneur der neuerworbenen Festung Sedan. 1651 wurde er Lieutenant-général und 1654, bei der Belagerung von Stenay, führte er neuartige Belagerungswaffen ein, die in gewisser Weise die Verbesserungen Vaubans vorwegnahmen.
1658 wurde Fabert als erster Bürgerlicher zum Marschall von Frankreich ernannt. Er starb 1662 in Sedan. Seine Heimatstadt Metz errichtete ihm 1841 auf der Place d'Armes an der Kathedrale ein Bronzestandbild.